# Lewis Charles
Lewis Charles (New York, 2 novembre 1920 – Los Angeles, 9 novembre 1979) è stato un attore statunitense.
Ha recitato in oltre 20 film dal 1948 al 1975 ed è apparso in oltre 120 produzioni televisive dal 1949 al 1980. Nel corso della sua carriera, fu accreditato anche con i nomi Lew Charles e Louis Charles.

## Biografia
Per il piccolo schermo fu accreditato diverse volte grazie a numerose interpretazioni di personaggi non ricorrenti, tra cui quelli di Joe Giambatista in un doppio episodio della serie Gli intoccabili (1961), più un altro episodio nel ruolo di Joe Donato, e Hawkeye in due episodi della serie Batman (1966), più altri due episodi nel ruolo di Armband nel 1967. Diede poi vita a numerosi personaggi minori in molti episodi di serie televisive collezionando diverse apparizioni come guest star dagli anni cinquanta fino agli inizi degli anni ottanta. Il suo ruolo televisivo più noto resta comunque quello di Lou, personaggio presente in tutti e 14 gli episodi della serie televisiva The Feather and Father Gang dal 1976 al 1977.
Il grande schermo lo vide interprete di diversi personaggi tra cui quelli di Lew Surati in Quando la bestia urla (1957) e di Clutch in Come ingannare mio marito (1962).
L'ultimo suo ruolo per il piccolo schermo fu quello di Nick Arnold per la serie Barnaby Jones interpretato nell'episodio Deadline for Murder, trasmesso il 27 marzo 1980. Per quanto riguarda le interpretazioni per il cinema, l'ultima fu quella nel film Il giustiziere (1975) in cui recitò nel ruolo di Gerardi.
Morì a Los Angeles il 9 novembre 1979.

## Filmografia

### Cinema
- La donna del bandito (They Live by Night), regia di Nicholas Ray (1948)
- Il tatuaggio misterioso (The Tattooed Stranger), regia di Edward Montagne (1950)
- Bandiera gialla (Panic in the Streets), regia di Elia Kazan (1950)
- Tutto può accadere (Anything Can Happen), regia di George Seaton (1952)
- Tenebrosa avventura (Finger Man), regia di Harold D. Schuster (1955)
- Caccia al ladro (To Catch a Thief), regia di Alfred Hitchcock (1955)
- La rosa tatuata (The Rose Tattoo), regia di Daniel Mann (1955)
- Dietro lo specchio (Bigger Than Life), regia di Nicholas Ray (1956)
- Quando la bestia urla (Monkey on My Back), regia di André De Toth (1957)
- Piombo rovente (Sweet Smell of Success), regia di Alexander Mackendrick (1957)
- Undersea Girl, regia di John Peyser (1957)
- Il dominatore di Chicago (Party Girl), regia di Nicholas Ray (1958)
- Al Capone, regia di Richard Wilson (1959)
- Med fara för livet, regia di Peter Bourne (1959)
- Tre oriundi contro Ercole (The Three Stooges Meet Hercules), regia di Edward Bernds (1962)
- L'uomo di Alcatraz (Birdman of Alcatraz), regia di John Frankenheimer (1962)
- Come ingannare mio marito (Who's Got the Action?), regia di Daniel Mann (1962)
- Island of Love, regia di Morton DaCosta (1963)
- Soldato sotto la pioggia (Soldier in the Rain), regia di Ralph Nelson (1963)
- Madame P... e le sue ragazze (A House Is Not a Home), regia di Russell Rouse (1964)
- Il nostro agente Flint (Our Man Flint), regia di Daniel Mann (1966)
- Penelope, la magnifica ladra (Penelope), regia di Arthur Hiller (1966)
- Topaz, regia di Alfred Hitchcock (1969)
- Il giustiziere (The 'Human' Factor), regia di Edward Dmytryk (1975)

### Televisione
- The Philco Television Playhouse – serie TV, un episodio (1949)
- The Big Story – serie TV, 2 episodi (1950-1953)
- Suspense – serie TV, 2 episodi (1951-1952)
- Treasury Men in Action – serie TV, 4 episodi (1952-1955)
- Tales of Tomorrow – serie TV, un episodio (1952)
- Short Short Dramas – serie TV, un episodio (1953)
- Man Against Crime – serie TV, 3 episodi (1953)
- Janet Dean, Registered Nurse – serie TV, un episodio (1954)
- Mayor of the Town – serie TV, un episodio (1954)
- Martin Kane, Private Eye – serie TV, 2 episodi (1954)
- Inner Sanctum – serie TV, un episodio (1954)
- I Married Joan – serie TV, un episodio (1954)
- I segreti della metropoli (Big Town) – serie TV, un episodio (1954)
- You Are There – serie TV, 2 episodi (1955-1956)
- Il sergente Preston (Sergeant Preston of the Yukon) – serie TV, 2 episodi (1955-1956)
- The Millionaire – serie TV, 2 episodi (1955-1958)
- The Lone Wolf – serie TV, un episodio (1955)
- Climax! – serie TV, episodio 1x20 (1955)
- The Ford Television Theatre – serie TV, un episodio (1955)
- The Whistler – serie TV, episodio 1x15 (1955)
- The Man Behind the Badge – serie TV, 2 episodi (1955)
- Crusader – serie TV, episodio 1x06 (1955)
- TV Reader's Digest – serie TV, un episodio (1955)
- Lux Video Theatre – serie TV, un episodio (1955)
- The Adventures of Jim Bowie – serie TV, 3 episodi (1956-1957)
- Front Row Center – serie TV, un episodio (1956)
- Four Star Playhouse – serie TV, un episodio (1956)
- Steve Donovan, Western Marshal – serie TV, un episodio (1956)
- General Electric Summer Originals – serie TV, un episodio (1956)
- Telephone Time – serie TV, episodio 2x10 (1956)
- Le leggendarie imprese di Wyatt Earp (The Life and Legend of Wyatt Earp) – serie TV, un episodio (1956)
- Schlitz Playhouse of Stars – serie TV, un episodio (1956)
- The Lineup – serie TV, 2 episodi (1957-1959)
- Richard Diamond (Richard Diamond, Private Detective) – serie TV, 4 episodi (1957-1959)
- Jane Wyman Presents The Fireside Theatre – serie TV, un episodio (1957)
- Cavalcade of America – serie TV, un episodio (1957)
- Dragnet – serie TV, un episodio (1957)
- Code 3 – serie TV, un episodio (1957)
- Meet McGraw – serie TV, un episodio (1957)
- Ricercato vivo o morto (Wanted: Dead or Alive) – serie TV, episodi 1x05-3x11-3x19 (1958-1961)
- Perry Mason – serie TV, 2 episodi (1958-1963)
- Man Without a Gun – serie TV, un episodio (1958)
- The Walter Winchell File – serie TV, un episodio (1958)
- Playhouse 90 – serie TV, un episodio (1958)
- Peter Gunn – serie TV, episodi 1x24-2x35 (1959-1960)
- The Rifleman – serie TV, 3 episodi (1959-1962)
- Mike Hammer – serie TV, un episodio (1959)
- Beach Patrol – film TV (1959)
- The D.A.'s Man – serie TV, un episodio (1959)
- Steve Canyon – serie TV, un episodio (1959)
- Behind Closed Doors – serie TV, un episodio (1959)
- The Lawless Years – serie TV, un episodio (1959)
- Avventure in elicottero (Whirlybirds) – serie TV, un episodio (1959)
- Mr. Lucky – serie TV, episodio 1x08 (1959)
- Gli intoccabili (The Untouchables) – serie TV, 3 episodi (1960-1961)
- Indirizzo permanente (77 Sunset Strip) – serie TV, 3 episodi (1960-1963)
- Tightrope – serie TV, episodio 1x17 (1960)
- Johnny Staccato – serie TV, episodio 1x20 (1960)
- Tales of the Vikings – serie TV, un episodio (1960)
- The Jack Benny Program – serie TV, un episodio (1960)
- The Man from Blackhawk – serie TV, un episodio (1960)
- Bourbon Street Beat – serie TV, 2 episodi (1960)
- Hot Off the Wire – serie TV, un episodio (1960)
- Hong Kong – serie TV, episodio 1x12 (1960)
- I detectives (The Detectives) – serie TV, un episodio (1960)
- Ispettore Dante (Dante) – serie TV, episodio 1x20 (1961)
- Route 66 – serie TV, un episodio (1961)
- The Aquanauts – serie TV, un episodio (1961)
- The Brothers Brannagan – serie TV, un episodio (1961)
- Hawaiian Eye – serie TV, episodio 3x06 (1961)
- 87ª squadra (87th Precinct) – serie TV, un episodio (1961)
- The Roaring 20's – serie TV, 2 episodi (1961)
- Surfside 6 – serie TV, episodio 2x17 (1962)
- Outlaws – serie TV, episodio 2x17 (1962)
- Sam Benedict – serie TV, un episodio (1962)
- The Andy Griffith Show – serie TV, 3 episodi (1963-1965)
- The Bill Dana Show – serie TV, un episodio (1963)
- The Farmer's Daughter – serie TV, un episodio (1963)
- Il fuggiasco (The Fugitive) – serie TV, 2 episodi (1964-1965)
- La legge di Burke (Burke's Law) – serie TV, episodio 1x23 (1964)
- L'ora di Hitchcock (The Alfred Hitchcock Hour) – serie TV, un episodio (1964)
- Bonanza - serie TV, episodio 5x31 (1964)
- The Baileys of Balboa – serie TV, un episodio (1964)
- The Cara Williams Show – serie TV, un episodio (1965)
- Batman – serie TV, 4 episodi (1966-1967)
- The Long, Hot Summer – serie TV, un episodio (1966)
- Cavaliere solitario (The Loner) – serie TV, un episodio (1966)
- La grande vallata (The Big Valley) - serie TV, episodio 1x25 (1966)
- Occasional Wife – serie TV, un episodio (1966)
- Get Smart – serie TV, 2 episodi (1967-1969)
- Il ladro (T.H.E. Cat) – serie TV, un episodio (1967)
- Lucy Show (The Lucy Show) – serie TV, un episodio (1967)
- Gomer Pyle: USMC – serie TV, 2 episodi (1968-1969)
- Mayberry R.F.D. – serie TV, 2 episodi (1968-1970)
- La fattoria dei giorni felici (Green Acres) – serie TV, un episodio (1968)
- Now You See It, Now You Don't – film TV (1968)
- Adam-12 – serie TV, 4 episodi (1969-1972)
- Mod Squad, i ragazzi di Greer (The Mod Squad) – serie TV, 2 episodi (1969-1973)
- Ironside – serie TV, un episodio (1969)
- Quella strana ragazza (That Girl) – serie TV, un episodio (1969)
- Il fantastico mondo di Mr. Monroe (My World and Welcome to It) – serie TV, un episodio (1969)
- Love, American Style – serie TV, 2 episodi (1970-1971)
- Reporter alla ribalta (The Name of the Game) – serie TV, un episodio (1970)
- F.B.I. (The F.B.I.) – serie TV, un episodio (1971)
- The Partners – serie TV, un episodio (1971)
- Sarge – serie TV, un episodio (1971)
- Le strade di San Francisco (The Streets of San Francisco) – serie TV, 2 episodi (1972-1975)
- Sesto senso (The Sixth Sense) – serie TV, un episodio (1972)
- Missione impossibile (Mission: Impossible) – serie TV, un episodio (1972)
- I Love a Mystery – film TV (1973)
- Kolchak: The Night Stalker – serie TV, un episodio (1974)
- Sulle strade della California (Police Story) – serie TV, un episodio (1974)
- Queen of the Stardust Ballroom – film TV (1975)
- Cage Without a Key – film TV (1975)
- Mannix – serie TV, un episodio (1975)
- The Feather and Father Gang – serie TV, 14 episodi (1976-1977)
- Ellery Queen - serie TV, episodio 1x12 (1976)
- Poliziotto di quartiere (The Blue Knight) – serie TV, un episodio (1976)
- Delvecchio – serie TV, un episodio (1976)
- Una famiglia americana (The Waltons) – serie TV, un episodio (1976)
- Barney Miller – serie TV, 2 episodi (1977-1978)
- Never Con a Killer – film TV (1977)
- Switch – serie TV, un episodio (1977)
- The Paper Chase – serie TV, un episodio (1978)
- Hawaii squadra cinque zero (Hawaii Five-O) – serie TV, un episodio (1978)
- Hazzard (The Dukes of Hazzard) – serie TV, un episodio (1979)
- Nero Wolfe, regia di Frank D. Gilroy – film TV (1979)
- Barnaby Jones – serie TV, un episodio (1980)

## Doppiatori italiani
- Vinicio Sofia in Come ingannare mio marito,